# Пийтсиёки (станция)
Пи́йтсиёки (фин. Piitsjoki) — промежуточная железнодорожная станция на 388,69 км линии Маткаселькя — Суоярви Октябрьской железной дороги. К станции примыкают два однопутных перегона: Пийтсиёки — Суоярви I (14,15 км) в нечётном направлении и Пийтсиёки — Лоймола (19,85 км) в чётном направлении.

## Общие сведения
Территориально расположена в посёлке Пийтсиёки Лоймольского сельского поселения Суоярвского района Республики Карелия. Станция находится на линии с полуавтоблокировкой, которую обеспечивает пост ЭЦ, расположенный в бывшем пассажирском здании. На посту несёт службу дежурный по станции. С конца 1990-х годов зал ожидания закрыт, билетная касса не работает. Билеты приобретаются в штабном вагоне у начальника поезда.
До середины 2010-х годов активно эксплуатировались отходящие от чётной (восточной) горловины станции два подъездных пути, которые служили для погрузки щебня с местных карьеров ООО "КАРЕЛИНВЕСТ". В настоящее время карьеры не работают, подъездные пути в запущенном состоянии.
| Круглогодичное обращение поездов                 |
| ------------------------------------------------ |
| Костомукша - Санкт-Петербург №350В               |
| Санкт-Петербург-Костомукша №350А                 |
| Петрозаводск - Москва "Двухэтажный состав" №160А |
| Москва - Петрозаводск "Двухэтажный состав" №159В |

## История
Первый участок Маткаселькя — Лоймола, временным конечный пунктом которого стала станция Лоймола, был открыт 15 декабря 1920 года. Основной задачей было соединить железной дорогой восточные приграничные с СССР земли с центральной Финляндией. Участок Лоймола — Суоярви был открыт только 1 января 1923 года. А конечный пункт — станция Найстенъярви — 16 октября 1927 года.
Изначально Пийтсиёки был организован 1 января 1924 года в ненаселённом районе в качестве пункта примыкания для отгрузки леса. Административно он относился к станции Паперо. Рядом с новой железнодорожной линией, на берегу озера Питсойнъярви, были построены лесопилка и лесозаготовительная колония. Позднее пункт примыкания был преобразован в разъезд упрощённого назначения. Предназначение его было прежнее — погрузка и транспортировка леса. Полезная длина его единственного бокового пути была всего 450 метров, так что обслуживать разъезд мог исключительно короткие грузовые лесовозные составы. Но в б́ольшей длине и не было необходимости, поскольку с обеих сторон от разъезда находились Няятяоя и Паперо.
Пассажирские перевозки были открыты только в 1932 году, а в 1936 году он перешёл в подчинение станции Няятяоя, но во время Советско-финской войны (1941—1944), после того, как Няятяоя была понижена до разъезда, Пийтсиёки вновь стал подчиняться станции Паперо. В 1943 году Пийтсиёки стал самостоятельным разъездом.
С юга к подъездным путям разъезда подходила тринадцатикилометровая Пийтсиёкская узкоколейная железная дорога, из вагонов которой лес перегружался в вагоны широкой колеи. К северу от разъезда находилась лесобиржа, к которой тоже подходил подъездной путь от разъезда.
После Великой Отечественной войны и передачи территории СССР финское население уехало на родину и разъезд временно прекратил своё существование. Так, на схеме 1955 года остановочный пункт не был даже указан. Лишь позднее, в 1960-х годах, посёлок Пийтсиёки начали заселять переселенцы со всего СССР. И тогда было решено построить полноценную станцию.

## Происхождение названия
В переводе с финского языка Piitsjoki означает Кружевная река. Наименование разъезда произошло от названия речки, протекающей рядом с разъездом.

## Галерея

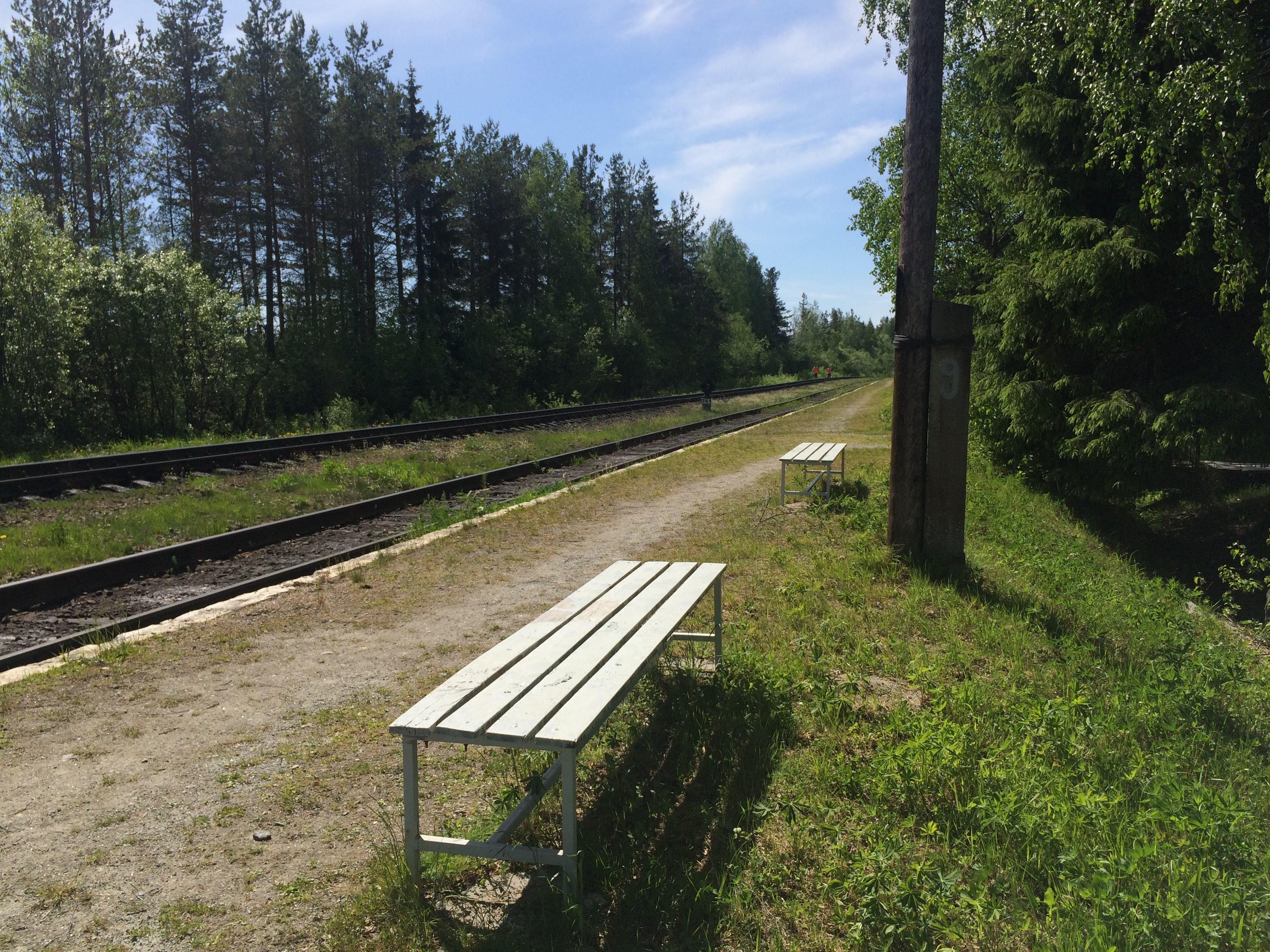
Вид в сторону Лоймолы.
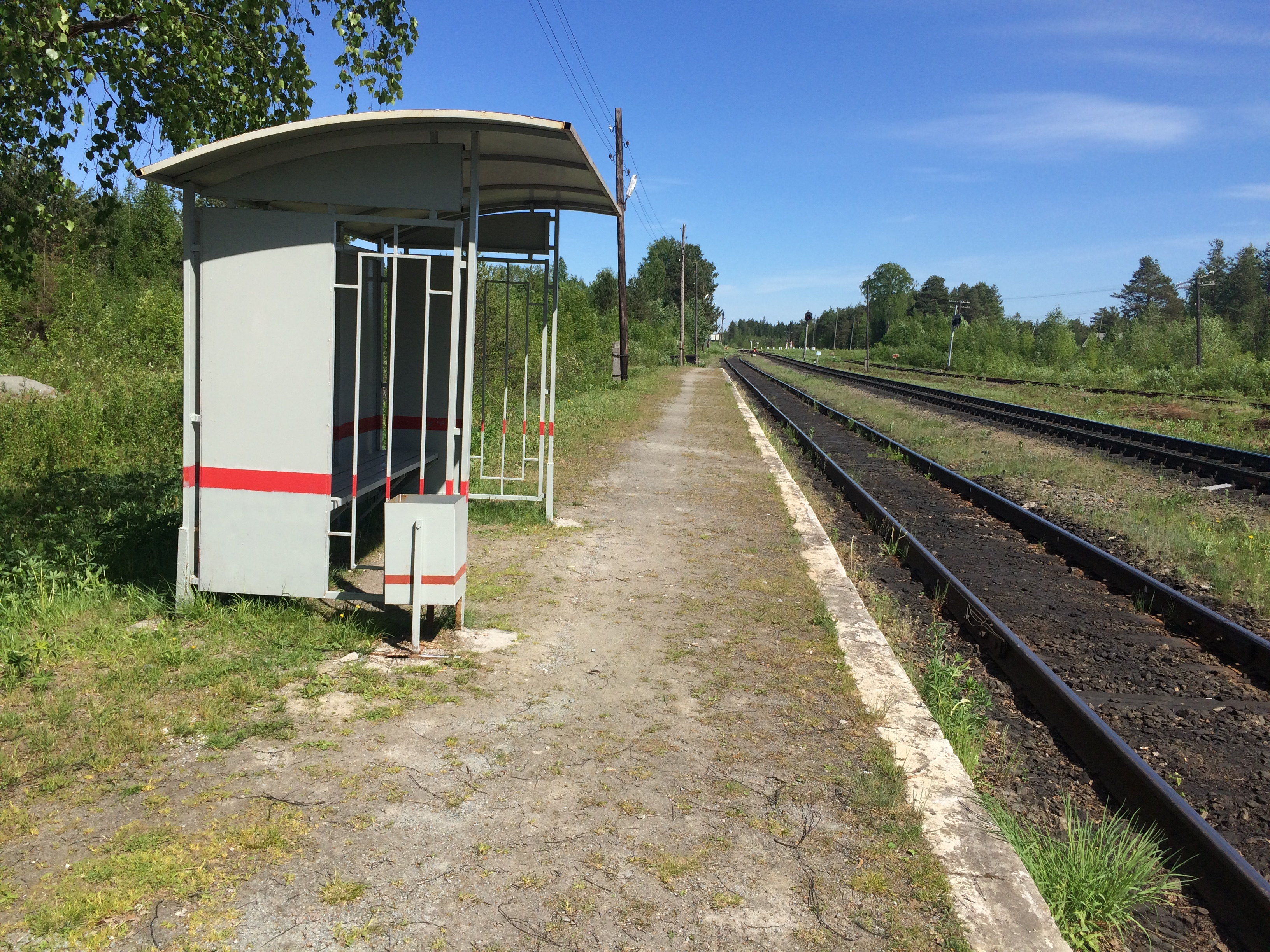
Вид в сторону Суоярви.
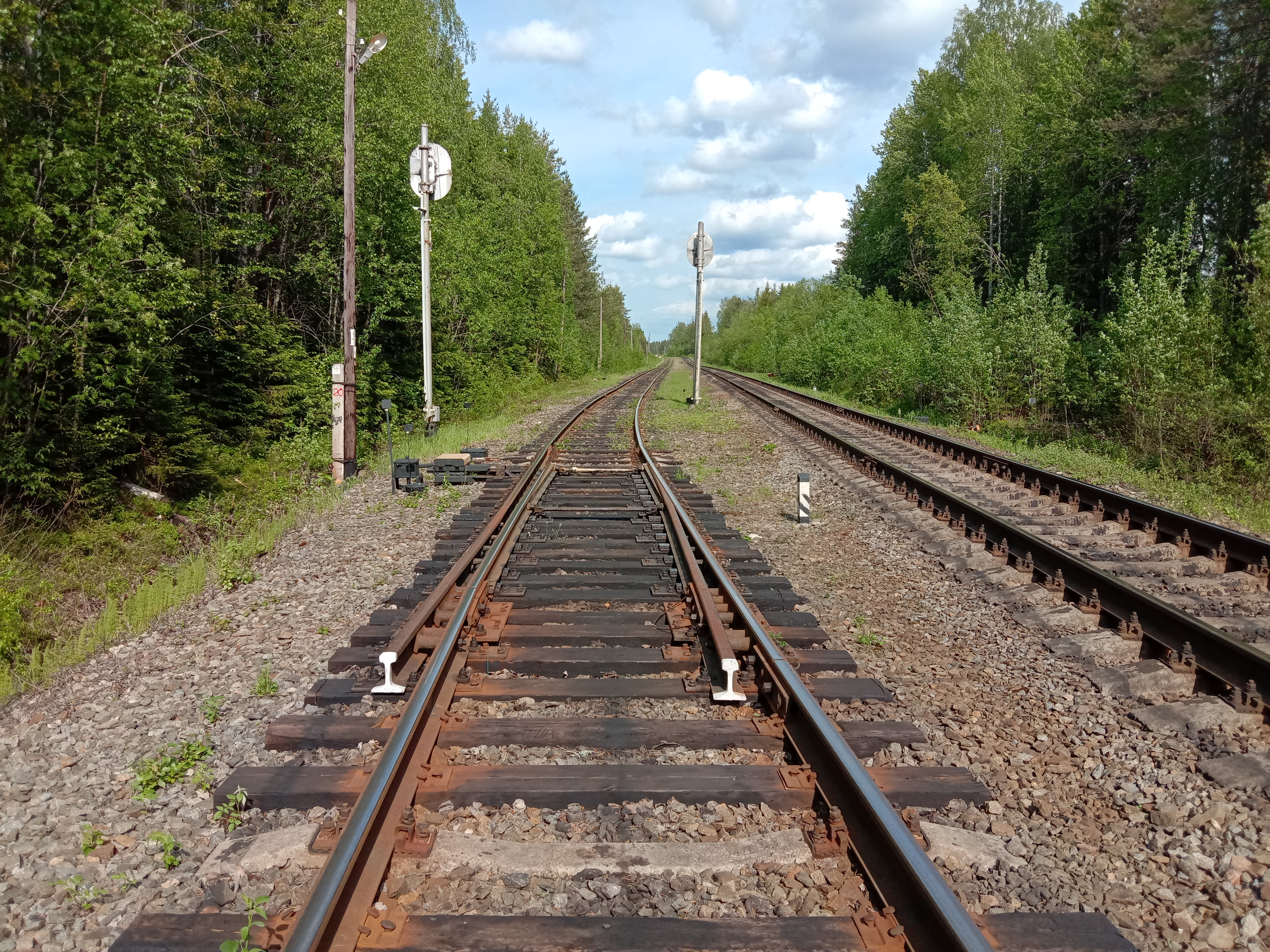
Пути станции.
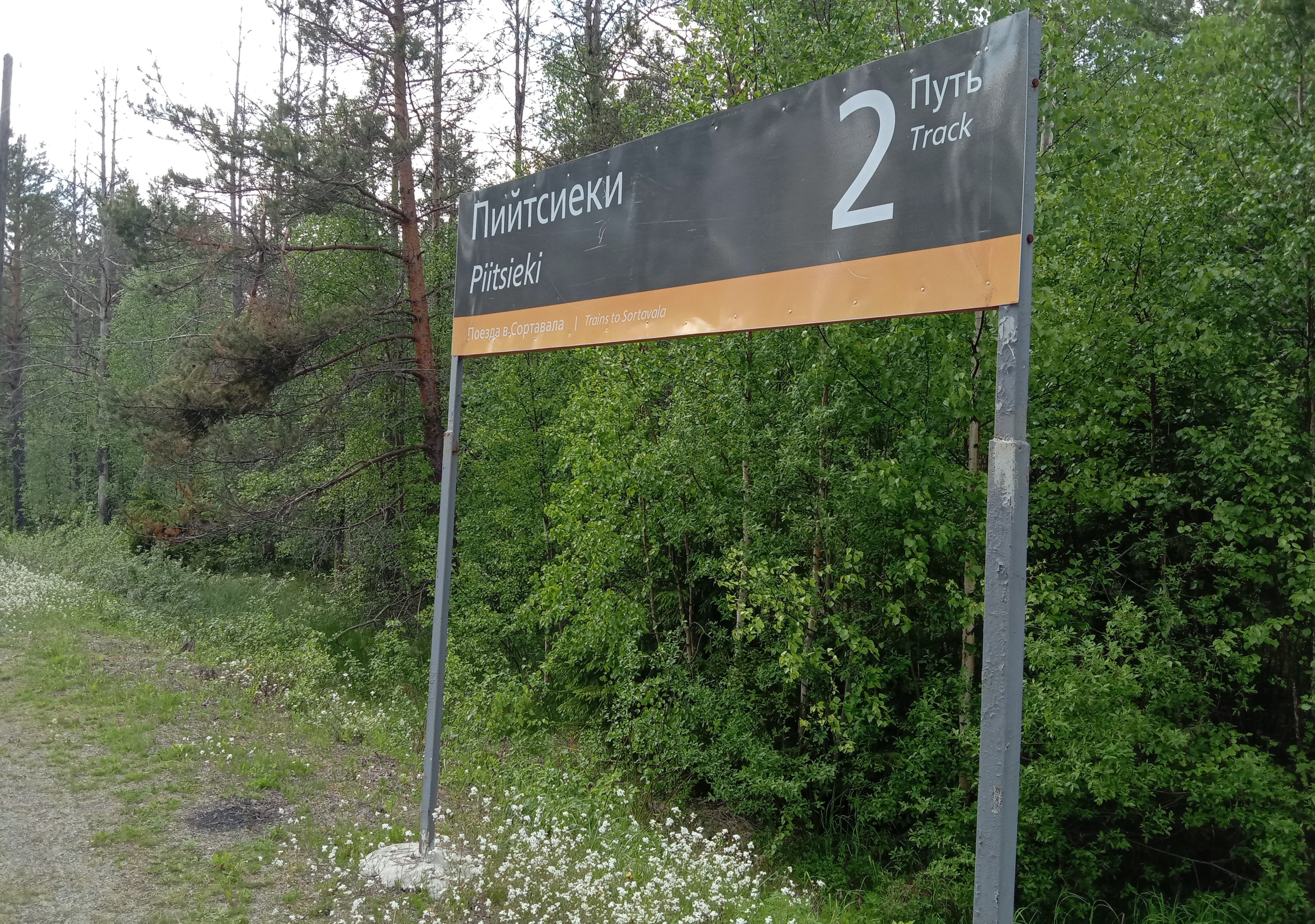
Табличка.
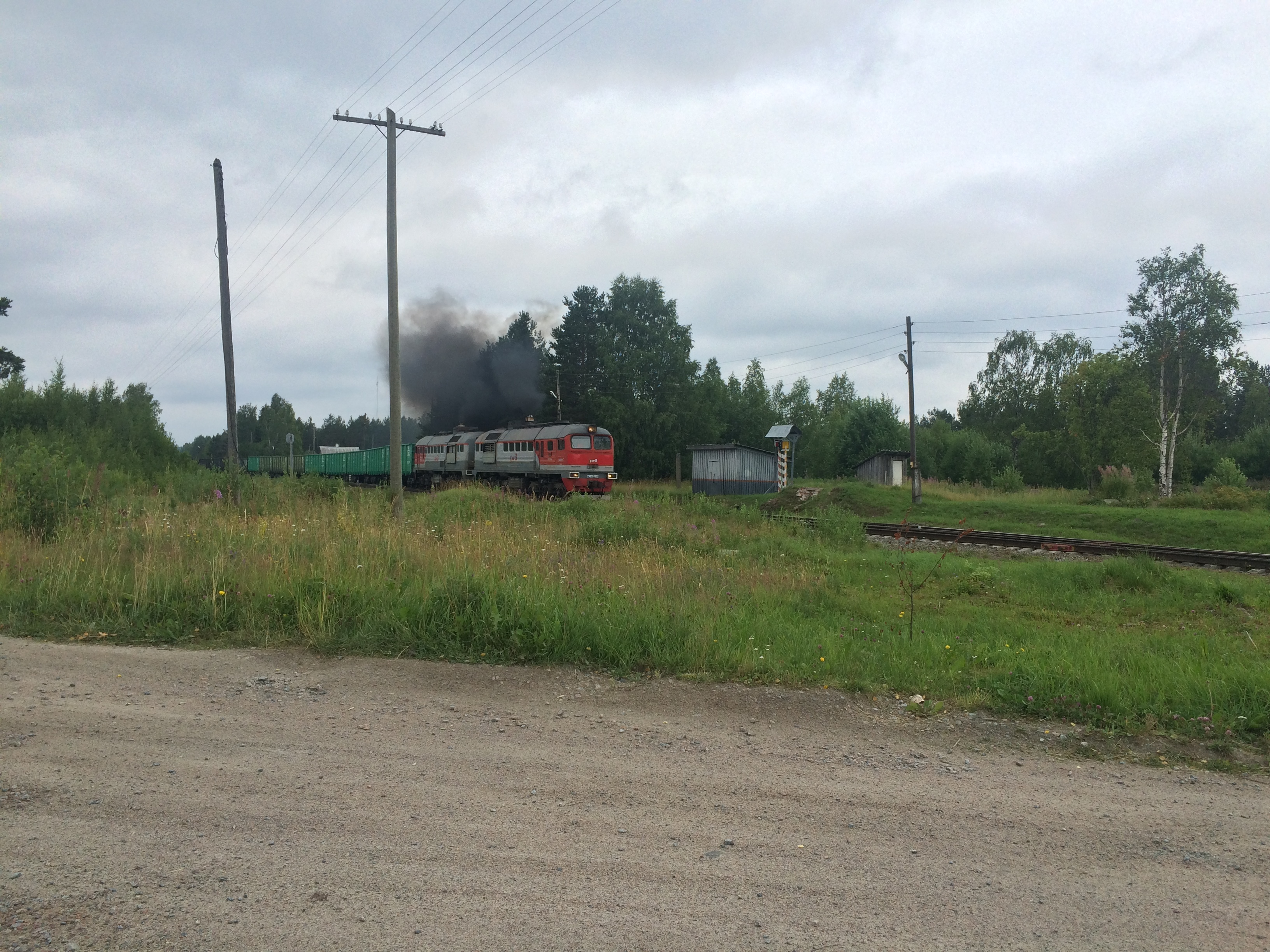
Грузовой на станции.